# Andreas Ornithoparchus
Andreas Ornitoparchus (c. 1490 - † després de 1520) va ser un teòric musical alemany del Renaixement.

## Vida i obra
No s'ha donat informació sobre l'origen i el primer període d'Andreas Ornitoparchus. No obstant això, la investigació musical-històrica va poder determinar que va rebre la seva primera formació musical a Saxònia. Després es va matricular a la Universitat de Rostock el 1512, a Tübingen el 1515, a Wittenberg i Leipzig el 1516, i finalment a Greifswald el 1518. Entremig, ha viatjat extensament per Alemanya, Àustria, Bohèmia i Hongria. Durant el seu temps com a rector d'una escola parroquial a St. Ludgeri a Münster, va escriure una gramàtica llatina el 1514. Va començar a escriure el seu conegut tractat musical teòric de quatre volums Micrologus a Rostock ja el 1512; Això va durar uns cinc anys. Després el va llegir públicament a les universitats de Tübingen, Heidelberg i Magúncia. No se sap res de la seva vida posterior, inclòs el lloc i la data de la seva mort.

## Significat
L'obra principal d'Ornitoparchus és el seu tractat musico-teòric Musice active micrologus, publicat a Leipzig el gener de 1517. Amb la seva amplitud material, aquesta obra supera tots els altres tractats musico-teòrics del seu temps. El primer llibre tracta del cantus planus, la música unànime amb valors de nota igualment llargs; aquesta part també inclou seccions més llargues sobre l'harmonia de l'esfera i el monocord. El segon i tercer llibre tracten sobre musica mensuralis, és a dir, música polifònica, amb nombrosos exemples de notes, i amb l'anomenat accentus ecclesiasticus (accent de l'església), pel qual el seu tractament sistemàtic de l'accent de l'església representa una innovació absoluta en la teoria musical. A més, distingeix entre els dos estils Accentus i Concentus en el cant gregorià, que encara és vàlid avui en dia. Igualment nova és la seva definició d'una clàusula musical, que descriu principalment com un procés polifònic. Finalment, el quart llibre tracta sobre el contrapunt. Una altra novetat del llibre amb musica mensuralis és el nomenament de 16 noms de persones que als seus ulls són considerades compositores exemplars: Alexander Agricola, Georg Brack, Antoine Brumel, Loyset Compère, Caspar Czeys, Josquin Desprez, Heinrich Finck, Johannes Ghiselin, Heinrich Isaac, Erasmus Lapicida, Pierre de La Rue, Jacob Obrecht, Johannes Ockeghem, Matthaeus Pipelare, Conrad Rein i Johannes Tinctoris.
Tot i que el tractat d'Ornitoparchus té com a objectiu la pràctica musical, s'adhereix al concepte relativament ampli de música de l'edat mitjana, que també inclou la poesia, el "gènere poetarum" segons Boethius. L'autor també defensa la doctrina de l'harmonia de l'esfera, perquè al seu parer no és possible un moviment sense so. En la seva derivació detallada del concepte de proporció i en la presentació de la dependència de l'intermitent de les proporcions mensurals, la música està justificada per la llei numèrica. Malgrat algunes deficiències, especialment en la teoria de la dissonància i en les seves regles de cant, la teoria musical Micrologus va trobar una recepció duradora, va ser citada pels teòrics musicals posteriors i adoptada en parts. El 1609, tot el micrologus va ser traduït a l'anglès pel compositor anglès John Dowland.

## Obres (escrits)
- Enchiridion latinae constructionis, Deventer 1515
- Musice active micrologus, Leipzig gener de 1517; altres edicions: novembre de 1517, 1519, 1521, 1555 (en el context de la col·lecció Libelli titulum inscriptionemque iocus); com De arte cantandi micrologus, Colònia 1524, 2a edició d'Hero Alopecius 1533, tercera edició de Johann Gymnich 1535; Traducció a l'anglès de John Dowland com Andreas Ornitoparcus El seu micrologus o introducció: contenint l'art de cantar, de Thomas Adams Londres 1609